# カルガリー国際空港
カルガリー国際空港（カルガリーこくさいくうこう、Calgary International Airport）は、カナダ・アルバータ州最大の都市であるカルガリーにある国際空港。同空港は、カナダ国内では4番目に利用客の多い空港であり、バンクーバー国際空港と並んで西部カナダの重要な拠点空港である。カルガリー中心部から北東17kmの距離に位置する。

## 歴史
カルガリー国際空港の淵源は、1914年にカルガリー北西部Bownessに開設された飛行場に求めることができる。草地を滑走路とし、格納庫兼ターミナルの小屋ひとつのみを備えた飛行場であった。
1928年、現在地の南方Renfrewにカルガリー市営の空港が開設された。現在周辺は住宅地となっているが、当時の格納庫が現存している。1938年に現在地に移転し、第1次世界大戦のエースパイロットFred McCallに因んでマコール飛行場と命名された。1940年に連邦運輸省が戦時収用のうえ大規模な拡張を行い、1949年にカルガリー市に返還された。需要増に対応して1956年に空港の南西にターミナルを新設したものの、ジェット機時代の到来によりすぐに陳腐化してしまった。1966年カルガリー市は空港を連邦運輸省に売却し、この頃からカルガリー国際空港と呼ばれるようになった。運輸省は土地収用を進め、1977年には現在のターミナルを建造する。1992年7月1日、空港の運営はカルガリー空港公団(Calgary Airport Authority)に委譲された。
現在は機能増強のため再開発が行われており、2013年に新管制塔が落成、2014年6月28日に新並行滑走路が供用され、2016年10月31日には国際線ターミナルが開業した。

## 施設
敷地面積は2136ha。敷地内にはウエストジェット航空の本社がある。

### 滑走路
南北方向の並行滑走路2本に加え、横風用滑走路2本を備える。2014年供用の東側滑走路17L/35RはエアバスA380の離着陸に対応する高規格（コードF）滑走路であり、その延長14,000フィートはカナダ最長となっている。これは標高が1,000mと高いため、低地にある空港と比べて離陸に距離が必要なためである。
通常は南北方向の滑走路2本を発着共に用い、カルガリーより東側とを結ぶ便は東側滑走路（17L/35R）、西側とを結ぶ便は西側滑走路(17R/35L)を指定される。北向き(17L,17R)を優先し、風向き次第で南向きに離着陸する場合もある。

### ターミナル

#### 国内線ターミナル

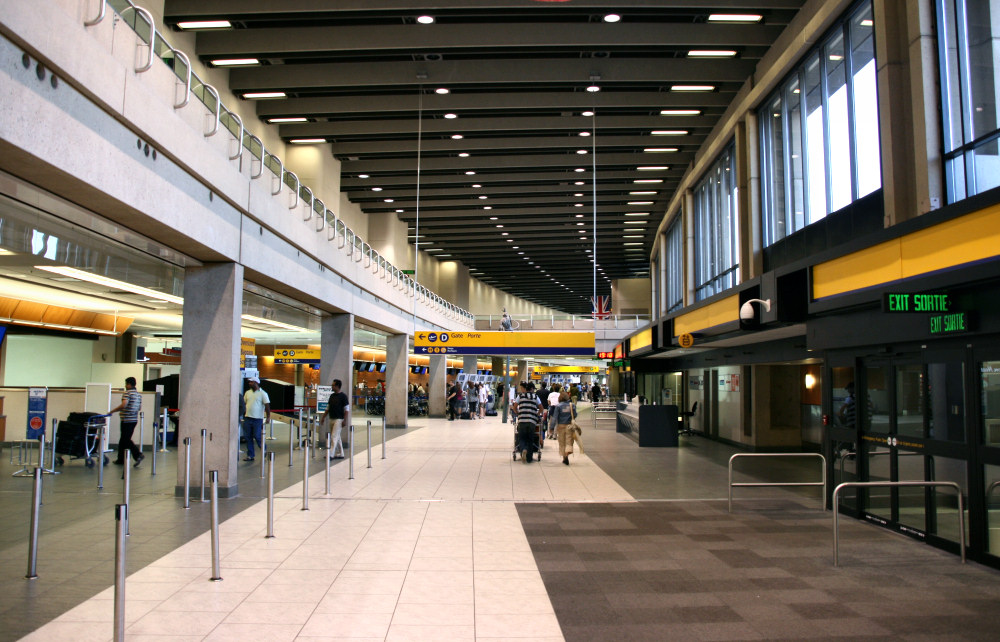
ターミナル内部

1977年落成の国内線ターミナルは扇型をした3層構造の建築物で、1階、2階がそれぞれ到着階、出発階となっており、2階の上に中空階があってフードコートや入場無料のミニミュージアムSpaceportがある。
ターミナルでは、赤いベストと白いカウボーイハットを着用したWhite Hat Volunteerが利用客の案内役を務めている。
搭乗には主にターミナルから突き出た3つのピアを利用する。それぞれA、B、Cの3つの保安検査場とコンコースに対応しているが、内部で行き来することができる。なおコンコース名や搭乗口番号は国際線ターミナル開業に合わせて振り直されている。
コンコースA
搭乗口A1-A25。西側のピアとターミナル西側に位置しており、主にウェストジェット航空が使用している。A1-A6は小型機用の搭乗口で、バスで駐機場へ移動しタラップを使って搭乗する。
コンコースB
搭乗口B31-B40。中央ピアに位置している。
コンコースC
搭乗口C50-C73。主にエアカナダが使用している。C61-C65は小型機用の搭乗口で、バスで駐機場へ移動しタラップを使って搭乗する。C70-C73は実際には国際線ターミナルに存在しており、需要に応じて国内線が発着するというもの。

#### 国際線ターミナル
2016年10月31日開業、5階建て総面積18万平方メートル。国内線ターミナルの東隣に位置しており、双方は連絡通路で結ばれている。
搭乗にはターミナルから突き出た2つのピアを利用する。出発客向けにはD、Eの2つのコンコースがあるように案内されるが、これは米国事前入国審査の有無によって階を分けることで保安検査場以降の動線を区分している。
コンコースD
搭乗口D70-D87。米国を除く国際線用。
コンコースE
搭乗口E70-E97。米国線専用であり、米国事前入国審査の後は階上へ誘導される。

## 就航路線
| 航空会社                     | 就航地 | 出典       |
| ---------------------------- | --- | ---------- |
| ウエストジェット航空         | アボッツフォード、アトランタ、ボストン、カンクン、コモックス、シカゴ/ORD、エドモントン、フォートローダーデール、ハリファックス、ハミルトン(ON)、ホノルル、ヒューストン、カフルイ、ケロウナ、キッチナー＝ウォータールー、ラスベガス、リベリア(CR)、ロンドン/LHR、ロンドン(ON)、ロサンゼルス、メキシコシティ（2025年5月15日以降運休）、 ミネアポリス＝セントポール（2025年4月27日就航）、 モンクトン、 モントリオール/トルドー、ナナイモ、ニューヨーク/JFK、オレンジカウンティ、オーランド、オタワ、パームスプリングス、パリ/CDG、フェニックス、プエルト・バヤルタ、プンタ・カナ、レジャイナ、サンディエゴ、サンフランシスコ、ロス・カボス、サスカトゥーン、シアトル、セントジョンズ 、 タンパ、東京/成田、トロント/ピアソン、バンクーバー、バラデーロ、ビクトリア、ウィニペグ、イエローナイフ 季節運航: アンカレッジ（2025年6月29日就航）、 オースティン、バルセロナ、ベリーズシティ、シャーロットタウン、ディアレイク、 デンバー、デトロイト、ダブリン、エディンバラ、フレデリクトン、ワタルコ、イスタパ＝シワタネホ、カイルア・コナ、ろれと、マンサニージョ、マサトラン、モンテゴ・ベイ、ナッシュビル、ナッソー、ポートランド(OR) , ケベック・シティー、ローリー/ダーラム（2025年6月9日就航）、 レイキャヴィーク、ローマ、ソウル/仁川、サドバリー（2025年6月12日就航）、シドニー(NS)（2025年6月10日就航）、サンダーベイ、トゥルム、 ワシントン/ダレス、ホワイトホース、ウィンザー | [ 16 ]     |
| ウエストジェット・アンコール | アボッツフォード、ブランドン、コモックス、クランブルック、エドモントン、フォートマクマレー、フォートセントジョン、グランド・プレーリー、カムループス、ケロウナ、レスブリッジ、メディシンハット、 ナナイモ、ペンティクトン、プリンス・ジョージ、レジャイナ、サスカトゥーン、テラス＝キティマット、ビクトリア 季節運航: シアトル、イエローナイフ | [ 16 ]     |
| エア・カナダ                 | ロンドン/LHR、モントリオール/トルドー、ニューヨーク/EWR、オタワ、トロント/ピアソン、バンクーバー 季節運航: デリー | [ 要出典 ] |
| エア・カナダ エクスプレス    | エドモントン、フォートマクマレー、グランド・プレーリー、ケロウナ、ウィニペグ | [ 要出典 ] |
| フレア航空                   | アボッツフォード、キッチナー＝ウォータールー、トロント/ピアソン、バンクーバー、ビクトリア、ウィニペグ 季節運航: カンクン、ケロウナ、フェニックス（2025年4月9日以降廃止）、プエルト・バヤルタ | [ 23 ]     |
| サンウィング航空             | カンクン、プエルト・バヤルタ 季節運航: マサトラン、モンテゴ・ベイ、プンタ・カナ、ロス・カボス、バラデーロ | [ 24 ]     |
| ポーター航空                 | ハミルトン(ON)（2025年6月11日就航）、モントリオール/トルドー、オタワ、トロント/ピアソン | [ 27 ]     |
| エア・ノース                 | エドモントン、ホワイトホース | [ 28 ]     |
| セントラル・マウンテン・エア | プリンス・ジョージ | [ 29 ]     |
| ユナイテッド航空             | シカゴ/ORD、デンバー、ヒューストン、サンフランシスコ 季節運航: ワシントン/ダレス | [ 30 ]     |
| ユナイテッド・エクスプレス   | デンバー、サンフランシスコ | [ 30 ]     |
| アメリカン航空               | ダラス 季節運航: シャーロット、シカゴ/ORD、ニューヨーク/LGA（2025年6月7日就航） | [ 33 ]     |
| アメリカン・イーグル         | 季節運航: シカゴ/ORD | [ 33 ]     |
| デルタ航空                   | ミネアポリス＝セントポール | [ 34 ]     |
| デルタ・コネクション         | ソルトレイクシティ | [ 34 ]     |
| アラスカ航空                 | シアトル | [ 35 ]     |
| ディスカバー・エアラインズ   | フランクフルト 季節運航: ミュンヘン（2025年4月12日就航） | [ 37 ]     |
| コンドル航空                 | 季節運航: フランクフルト | [ 38 ]     |
| エーデルワイス航空           | 季節運航: チューリッヒ | [ 39 ]     |
| KLMオランダ航空              | アムステルダム | [ 40 ]     |

## 就航都市
- エドモントン（エドモントン）、ハリファックス（ハリファックス）、ロンドン（ロンドン）、モントリオール（モントリオール）、オタワ（オタワ）、トロント（トロント）、ウィニペグ（ウィニペグ）、バンクーバー（バンクーバー）、キャッスルガー（キャッスルガー）、クランブルック（クランブルック）、フォートマクマレー（フォートマクマレー）、ケロウナ（ケロウナ）、カムループス（カムループス）、レスブリッジ（レスブリッジ）、サスカトゥーン（サスカトゥーン）、レジャイナ（レジャイナ）、ビクトリア（ビクトリア）、ホワイトホース（ホワイトホース）、イエローナイフ（イエローナイフ）、キッチナー（キッチナー）、コモックス（コモックス）、ハミルトン（ハミルトン）、アボッツフォード（アボッツフォード）、グラントプレーリー（グランドプレーリー）、セントジョンズ（セントジョンズ）、ロイドミンスター（ロイドミンスター）、メディシンハット（メディシンハット）
- ロサンゼルス/LAX（ロサンゼルス）、デンバー（デンバー）、ヒューストン/インターコンチネンタル（ヒューストン）、ダラス/フォートワース（ダラス）、ラスベガス（ラスベガス）、シカゴ/ORD（シカゴ）、ニューヨーク/JFK（ニューヨーク）、シアトル（シアトル）、サンフランシスコ（サンフランシスコ）、ポートランド（ポートランド）、フェニックス（フェニックス）、ソルトレイクシティ（ソルトレイクシティ）、ミネアポリス=セントポール（ミネアポリス・セントポール）、サンディエゴ（サンディエゴ）、オーランド（オーランド）、パームスプリングス（パームスプリングス）、マウイ（マウイ）、ホノルル（ホノルル）
- メキシコシティ（メキシコシティ）、カンクン（カンクン）、マサトラン（マサトラン）、プエルトバヤルタ（プエルトバヤルタ）、サン・ホセ・デル・カボ（サン・ホセ・デル・カボ）、イスタパ=シワタネホ（イスタパ/シワタネホ）
- サンタ・クララ（サンタ・クララ）、バラデロ（バラデロ）
- モンテゴベイ（モンテゴベイ）
- ナッソー（ナッソー）
- プンタカナ（プンタカナ）
- フランクフルト（フランクフルト）
- アムステルダム（アムステルダム）
- ロンドン/LHR（ロンドン）
- 東京/成田（東京）
- 香港（貨物便のみ）（香港）

## アクセス
カルガリー交通局による市バスがある。
300番
中心市街への急行バスで、20-30分間隔の運行で、所要時間およそ40分。空港から乗車する場合には特別料金（有効な1日乗車券の所持義務）が設定されている。
100番
CトレインのMcKnight–Westwinds駅へおよそ20分で連絡している。20-30分間隔。中心市街へはさらにCトレイン（202番）を利用して20分程度かかる。
乗車券はバス停にある券売機で購入できる。硬貨、クレジットカード・デビットカードが使用可能で紙幣は使用できない。
Allied Airport Shuttleが小型バスを用いた市内主要ホテルへのシャトルサービスを提供している。30分おきの運行で、所要時間は25分程度。
Brewster transportationとBanff Airporterの2社がバンフへの急行バスを運行している。